# Ludwig Rudolf von Fellenberg
Ludwig Rudolf von Fellenberg (* 17. März 1809 in Bern; † 13. Februar 1878 in Cannes) war ein Schweizer Chemiker.
Fellenberg entstammte einer ursprünglich aus Suhr im Aargau stammenden Berner Patrizierfamilie und war der Sohn des Ratsherrn Emmanuel Rudolf von Fellenberg (1780–1850), Appellationsrichter und Kleinrat. Er hatte zwei Brüder:
- Emmanuel Ludwig von Fellenberg (* 9. Januar 1811 in Bern; † 22. Juni 1878 ebenda), Präsident der Evangelischen Gesellschaft;
- Albert Ferdinand von Fellenberg (* 4. Januar 1819 in Bern; † 5. Oktober 1902), Sekretär der Ökonomischen Gesellschaft in Bern.

Er war von 1842 bis 1846 Ordinarius für Chemie und Mineralogie an der Akademie Lausanne. Nach seiner Entlassung durch die radikale Regierung widmete er sich als Privatgelehrter in Bern mineralogisch-metallurgischer Forschung und analysierte unter anderem Schweizer Mineralwasser, antike Bronzen und Gläser. Fellenberg war Mitglied des Historischen Vereins des Kantons Bern, der Naturforschenden Gesellschaft Berns und der Burgergemeinde Bern.